# Orfanotrofio di Santa Maria in Aquiro e Collegio Salviati
L'orfanotrofio di Santa Maria in Aquiro e collegio Salviati sono due storici istituti benefici romani. Nati entrambi nel XVI secolo a seguito del sacco di Roma, oggi sono noti congiuntamente con il nome di "Istituti di Santa Maria in Aquiro" (ISMA).

## Storia
Dopo il terribile sacco di Roma del 1527, un gruppo di cittadini romani, laici e religiosi, dedicarono alla cura degli orfani a seguito di quegli eventi: tale attività fu riconosciuta con la fondazione della Pia Casa delle Orfane di Santa Maria in Aquiro presso la chiesa omonima, tramite motu proprio di papa Paolo III Farnese del 4 febbraio 1540 e ratificata con una bolla pontificia del 5 febbraio 1541. Questa struttura è stata storicamente la prima opera di assistenza residenziale a Roma, in un contesto storico in cui il sistema di assistenza sociale nello Stato Pontificio si andava fortemente strutturando. Qualche anno più tardi, nel 1591, il cardinal Anton Maria Salviati, che fu deputato della Pia Casa, fondò una seconda struttura annessa alla prima, denominata "collegio Salviati", indirizzata all'istruzione superiore per i ragazzi più meritevoli.
Dopo l'annessione dello Stato Pontificio al Regno d'Italia, nel 1871 queste e altre strutture di assistenza romana furono riunificate sotto un unico ente morale, la "Pia Casa di Santa Maria in Aquiro e delle orfane dei SS. Quattro Coronati".

## Attualità
Attualmente riunificati sotto il nome di "Istituti di Santa Maria in Aquiro", questi due storici istituti sono ancora dedicati all'assistenza sociale pubblica (IPAB).
Nel 2005, a seguito di alcuni interventi di restauro delle sue fondamenta, sono stati trovati i resti del Tempio di Matidia.

## Curiosità
- Sicuramente il Collegio ebbe anche un piccolo teatro interno, dato che al collegio furono effettuate per certo alcune rappresentazioni teatrali nel corso del XVIII secolo, sempre con finalità didattiche ed educative[3].Si hanno notizie di rappresentazioni avvenute , sempre con le stesse finalità, anche tra il 1960 e il 1970.

## Controversie
A seguito di diversi servizi de Le Iene, è emerso che la struttura benefica è stata affittata al Senato della Repubblica nel 2003 allo scopo di ricavarne degli uffici. Tuttavia, la spesa effettuata per la ristrutturazione, ancora largamente incompleta all'epoca dei servizi, pare essere stata di ben 30 milioni di Euro dal 2003 al 2011 (una cifra 7 volte maggiore da quanto consentito dalla legge vigente), con inoltre un ritardo nella consegna di diversi anni. In tale ristrutturazione è avvenuta la scoperta del Tempio di Matidia. Infine, da tale indagine è emerso pubblicamente che la destinazione d'uso assistenziale originaria del complesso è stata deplorevolmente disattesa in violazione all'atto originario di donazione. Questo fatto è stato denunciato in particolare da Oliva Salviati, discendente ed erede del cardinale fondatore del collegio, in modo analogo allo storico Ospedale di San Giacomo degli Incurabili pure a Roma.